# Hauville
Hauville is een gemeente in het Franse departement Eure (regio Normandië). De plaats maakt deel uit van het arrondissement Bernay. Hauville telde op 1 januari 2022 1.270 inwoners.

## Geografie
De oppervlakte van Hauville bedroeg op 1 januari 2022 14,69 vierkante kilometer; de bevolkingsdichtheid was toen 86,5 inwoners per km².

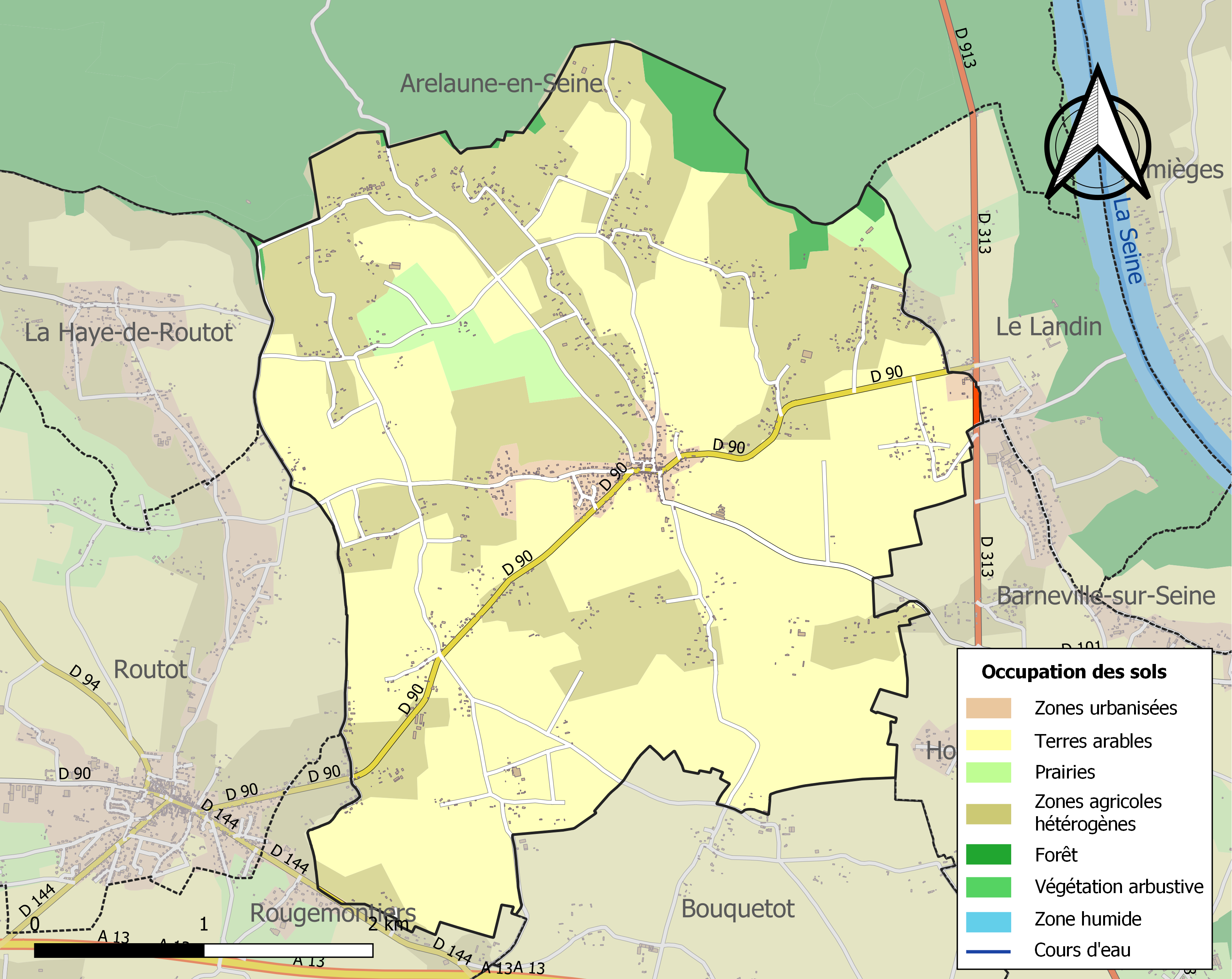
Kaart van de gemeente met belangrijkste infrastructuur, bodemgebruik en omliggende gemeenten

## Demografie
Onderstaande figuur toont het verloop van het inwonertal (bron: INSEE-tellingen).